# 고가령
고가령(1979년 8월 31일 ~ )은 대한민국의 여성 배우이다.

## 생애
1995년 KBS 한국방송공사 드라마 《신세대 보고 어른들은 몰라요》로 연기자 첫 데뷔하였고 이듬해 1996년 KBS 드라마 《스타트》로 스타덤에 올랐으며 1998년 연극배우 데뷔하였고 1년 후 1999년 영화 《세기말》의 단역 출연을 통하여 영화배우 데뷔하였으며 이듬해 2000년 영화 《진실게임》에 단역 출연하였고 2007년 영화 《내 생애 최악의 남자》로 영화 분장감독 데뷔하였다.

## 출연작

### 텔레비전 드라마
- 1995년 KBS 드라마 《신세대 보고 어른들은 몰라요》
- 1996년 KBS 드라마 《스타트》
- 1997년 MBC 드라마 《베스트극장》
- 1997년 SBS 드라마 《아름다운 그녀》
- 1998년 MBC 드라마 《내일을 향해 쏴라》
- 1999년 KBS2 드라마 《전설의 고향 - 진사골의 한》... 김화옥 역
- 2002년 EBS 드라마 《역사탐구 과거와의 대화》

### 영화
- 1999년 《세기말》
- 2000년 《진실게임》

### 연극
- 《세종대왕》 ... 세자빈 권씨 역(조연)

### 라디오 프로그램
- 2015년 EBS FM 《EBS 책 읽는 라디오 낭독 시리즈》

## 학력
- 단국대 연극영화학과 학사 중퇴